# Halden (Kempten)
Halden (auch Auf der Halde oder Halde) ist der amtliche Name eines nördlichen Stadtteils der kreisfreien Stadt Kempten (Allgäu) in Bayern und Landschaftsbezeichnung für einen Teil des zur Iller abfallenden westlichen Stadtgebietes.

## Geographie
Halden bildet einen Nordzipfel der geschlossenen Wohnbebauung der Stadt entlang dem Ostabfall eines sich von Südsüdost nach Nordnordwest ziehenden Hügelrückens, der 727 m ü. NHN hoch und oben nur mit einem Wasserreservoir bebaut ist. Halden liegt etwas über zwei Kilometer nordwestlich des Stadtzentrums und hängt mit den Stadtteilen Breiten im Südosten und Lotterberg im Süden zusammen, der Stadtteil Thingers liegt im Südwesten jenseits des Hügelrückens. Jenseits von diesem im Westen steht der Weiler Schwabelsberg am Ufer des Schwabelsberger Weihers, etwas ferner liegen das Pfarrdorf Heiligkreuz im Nordwesten und das Dorf Neuhausen im Norden. Diese gehören wie Halden ebenfalls zu Kempten und liegen westlich der Iller sowie nördlich der Rottach und südlich des Kollerbachs, die dem Fluss von links und Westsüdwesten zulaufen. 
Das gesamte, von einem höheren Bergrücken – ein Gipfel darauf erreicht 865 m ü. NHN – am westlichen Stadtrand zur Iller hin abfallende Gebiet ungefähr zwischen den beiden Illerzuflüssen, das Teil einer würmzeitlichen Jungmoräne westlich des Illertals ist, wird ebenfalls als Halde bezeichnet. So sagt man, dass Schwabelsberg, die noch jenseits von Heiligkreuz liegende Einöde Stölzlings und sogar der Weiler Wegflecken Kemptens noch etwas jenseits des Kollerbachs „auf der Halde“ lägen.

## Geschichte
Erwähnt wurde Halden 1447 als Kunz Riedlin im Ried vom Stiftskonvent die Benutzung eines Brunnens auf dem Feld „zur Haldun“ erlaubt bekam. 1451 gab es ein stiftkemptisches Lehen „uff der Haldun“. 1593 befanden sich auf der Halde wohl zwei Güter.
Halden gehörte zur Hauptmannschaft Neuhausen, deren Gebiet 1818 bei der Gemeindebildung zur Ruralgemeinde Sankt Lorenz kam.
Am 1. Oktober 1934 wurde Halden als Einöde, die 1925 zwei Einwohner hatte, aus der Ruralgemeinde Sankt Lorenz ausgemeindet und zusammen mit weiteren Ortschaften der Stadt Kempten angeschlossen.
Im Mai 1987 lebten in diesem Stadtteil 1043 Einwohner verteilt auf 466 Wohneinheiten.